# یسنانقاتی
یسنانقاتی (به قزاقی: Yesenankaty) یک رود در قزاقستان است که در استان قزاقستان غربی واقع شده‌است.